# Soup joumou
Soup Joumou ou sopa de abóbora é um dos símbolos da Independência do Haiti, tradicionalmente consumida no dia de Ano Novo, uma vez que a Independência do Haiti ocorreu a 1 de Janeiro de 1804. De acordo com uma estória local, nesse dia foi feito um grande caldeirão de sopa de abóbora na cidade de Gonaïves e todos os habitantes foram convidados a servir-se; anteriormente, os escravos apenas tinham direito a uma onça de carne ou peixe seco por dia. 
“Soup Joumou” é crioulo haitiano para “sopa de abóbora”: as abóboras são indígenas daquela região e o seu nome local, numa língua tupi, seria próximo de “jerimu” ou “jerimun”, palavras ainda hoje utilizadas no Brasil para estas espécies. 
A sopa começa pela marinada duma pequena porção de carne de vaca própria para guisar com alho, tomilho, pimenta preta, cebolinho e sal. Depois de pelo menos duas horas a marinar, a carne é cozida numa grande quantidade de água e uma malagueta inteira com o pé, em fogo brando, até a carne ficar cozida. Junta-se cenoura e abóbora cortadas e deixa-se cozer até estes vegetais ficarem tenros; tira-se a carne e a malagueta do caldo e transformam-se os vegetais num puré. Junta-se a carne partida em pequenos pedaços, aipo, cebola, nabo, batata e malanga (inhame); quando estes vegetais estiverem cozidos, junta-se repolho cortado fino e spaghetti cortado e deixa-se cozer. No fim, verifica-se o tempero, junta-se sumo de lima e serve-se. Em crioulo diz-se que esta sopa tem "vyann, joumou, kawot, seleri, zanyon, nave, pomdete, malanga, shou, piman bouk, ten, lay, and sitwon". 